# Perfetti sconosciuti
Perfetti sconosciuti è un film del 2016 diretto da Paolo Genovese.

## Trama
(Gabriel Garcia Marquez, tagline del film)
Eva e Rocco, sposati da anni ma in crisi, decidono di organizzare una cena a casa loro, invitando un gruppo di amici di vecchia data: Cosimo e Bianca, da poco convolati a nozze, lui tassista e lei veterinaria, che desiderano fortemente avere un figlio; Lele e Carlotta, anche loro in forte crisi matrimoniale, sposati da dieci anni e con due figli; Peppe, insegnante di educazione fisica divorziato e disoccupato, che aveva promesso di presentare agli amici la sua nuova compagna Lucilla, la quale tuttavia non ha potuto prendere parte alla cena a causa di una brutta febbre. Durante la stessa serata c'è un’eclissi lunare, il cui principio coincide con l’inizio della cena.
A tavola, il gruppo si ritrova a discutere di una coppia di amici comuni che si è recentemente separata dopo che la moglie ha scoperto sul cellulare del marito i messaggi che quest’ultimo si scambiava con l’amante. Ispirata da questa vicenda, Eva decide di proporre un esperimento sociale: mettere i propri cellulari sul tavolo e far sapere a tutti il contenuto di ogni messaggio o telefonata ricevuti nell’arco della serata. Nonostante un'iniziale riluttanza, soprattutto da parte di Rocco, alla fine tutti decidono di partecipare.
L'eclissi continua e, man mano che la Luna si oscura, l'esperimento, partito come un semplice gioco, si evolve ben presto in una rivelazione dei segreti più intimi. Si scopre che Rocco, di professione chirurgo plastico, si sottopone da tempo a sedute psicologiche all'oscuro della moglie Eva, psicoanalista a sua volta (a cui Rocco diceva sempre di ritenere inutile l'analisi); Eva, invece, ha intenzione di rifarsi il seno, ma ha fatto in modo che l'intervento non sia eseguito dal marito ma da un famoso chirurgo di nome Blanchard. La stessa Eva scopre, durante una telefonata in vivavoce tra Rocco e la loro figlia diciassettenne Sofia, che Rocco ha dato a Sofia dei profilattici; già dalle prime scene appariva evidente come il rapporto tra Eva e la figlia fosse fortemente conflittuale e come Sofia trovasse sfogo e comprensione per tutte le sue preoccupazioni solamente con il padre, e questa telefonata lo conferma. Rocco dà alla figlia dei consigli sulla sua prima esperienza sessuale, suscitando l'apprezzamento generale. Poco dopo Carlotta riceve un messaggio da una casa di riposo e si scopre che sta cercando di liberarsi della suocera, che vive a casa loro.
Il gioco continua, ma ben presto la situazione sfugge di mano: Lele ogni sera riceve di nascosto foto disinibite da una sua "amica", Isa Clementini, e, per evitare di essere scoperto da Carlotta, riesce a convincere Peppe a scambiarsi i telefonini, in quanto li hanno uguali; l'amante di Lele non viene scoperta (e anzi gli altri pensano si tratti di Lucilla, la nuova compagna di Peppe, e si complimentano con lui), ma poco dopo sul cellulare di Peppe, mentre esso si trova in mano a Lele, iniziano ad arrivare dei messaggi insistenti da un certo Lucio, che scrive “Mi mancano i tuoi baci". Tutti quindi pensano che Lele, per evadere dai suoi problemi matrimoniali, si stia rifugiando in una relazione extraconiugale omosessuale. A questa scoperta reagiscono tutti in modo molto forte e negativo, soprattutto Carlotta, sconvolta, e Cosimo, il quale è apparentemente dispiaciuto ed arrabbiato per il fatto che Lele, che considera il suo migliore amico, non gli avrebbe mai confessato la sua omosessualità, ma in realtà manifestando una palese omofobia.
Bianca intanto viene scoperta mentre parla con un suo ex fidanzato per aiutarlo ad affrontare una nuova relazione, suscitando la gelosia di Cosimo, anche se poi si scoprirà che Cosimo stesso, a sua volta, porta avanti una relazione con Marika, la centralinista del servizio di taxi, la quale gli telefona per informarlo che è incinta di lui. Nel corso di una telefonata in vivavoce si scopre che Cosimo tradisce Bianca anche con Eva, ma soltanto Rocco riesce a intuirlo; Eva, senza farsi vedere dal marito e dagli amici, rinfaccia a Cosimo il suo disgusto per lui dopo aver appreso di non essere l'unica donna con cui tradiva sua moglie: gli getta addosso gli orecchini che indossa (era stato proprio Cosimo a regalarglieli) e per disprezzo gli sputa in faccia.
Anche Carlotta viene sorpresa a scambiarsi dei messaggi piccanti con un altro uomo (che le aveva addirittura chiesto di togliersi gli slip prima dell'inizio della serata) e finisce per confessare che, anni prima, aveva investito e ucciso un pedone mentre guidava da ubriaca, ma Lele si era assunto le responsabilità dell'incidente per evitarle il carcere; questo fatto aveva inevitabilmente causato problemi al loro rapporto di coppia.
Carlotta decide di andarsene, ammettendo che lei e Lele avrebbero fatto meglio a separarsi molto tempo prima, visto che ormai il loro matrimonio è tenuto insieme solamente da una profonda ipocrisia. Peppe invece si riprende il suo cellulare e ammette la sua frequentazione con Lucio, dicendo che non lo presenterà agli amici perché vuole proteggerlo dalle loro reazioni omofobe e scagliandosi anche contro la società, in quanto la sua omosessualità è anche il motivo per cui ha perso il lavoro di docente, venendo compreso, a quanto pare, solamente da Lele e Bianca: Lele, infatti, dice che gli è bastato essere creduto omosessuale per un paio d'ore per scoprire il lato peggiore di sua moglie e dei suoi amici, mentre Bianca, prima di andarsene dalla casa di Eva e Rocco dopo essersi chiusa nel bagno disperata, bacia teneramente Peppe. Successivamente anche gli altri vanno via e un amareggiato Rocco rimane solo con sua moglie, la quale lo abbraccia, rendendosi conto di aver commesso un errore a tradirlo.
Alla fine, conclusasi l’eclissi, si scopre che in realtà il gioco proposto da Eva non è mai avvenuto, poiché Rocco si è categoricamente rifiutato di farlo, avendo intuito quanto potesse essere pericoloso scherzare con i propri segreti e la privacy, e che quindi si è visto ciò che sarebbe potuto accadere se il gioco avesse avuto luogo. Una volta conclusa quella che in realtà è stata soltanto una normalissima cena fra amici, ognuno torna alle proprie bugie. Eva porta avanti, all'oscuro di Bianca e di Rocco, la sua relazione segreta con Cosimo, il quale a sua volta non ha ancora scoperto di aspettare un figlio da Marika; Carlotta si rimette di nascosto gli slip che si era tolta su richiesta dell'amante e Lele guarda di nascosto la foto hot ricevuta da Isa Clementini; Peppe viene escluso da una partita di calcetto organizzata da Lele, Rocco e Cosimo e continua a tenere nascosta la sua omosessualità e la relazione con il compagno Lucio, dicendo agli amici che al più presto farà loro conoscere l'inesistente Lucilla.

## Produzione
Le riprese del film si sono tenute a Roma, presso viale Archimede nel Quartiere Parioli, fra settembre e ottobre 2015.
Il film è stato realizzato con il contributo del MiBACT e della regione Lazio.

## Distribuzione
Il film è uscito nelle sale cinematografiche l'11 febbraio 2016, distribuito da Medusa Film in 550 copie. Il 14 aprile 2016 è presentato al Tribeca Film Festival nella sezione International Narrative Competition, vincendo il premio per la migliore sceneggiatura.
Il film è stato distribuito per il mercato home video nei formati DVD e Blu-ray Disc, disponibili in Italia dal 15 giugno 2016.

## Accoglienza

### Incassi
Il film ha debuttato al primo posto dei film più visti della settimana, con un incasso di 3325953 € nel solo primo weekend. In totale ha superato i 16 milioni di euro, imponendosi come secondo miglior incasso dell'anno per il cinema italiano, dopo Quo vado?. Il successo, sia di incassi che di critica, ha fatto sì che da molti paesi, come Francia e Stati Uniti, siano stati richiesti i diritti per un remake. «Ha riscosso grande interesse al Mercato della Berlinale, siamo letteralmente sommersi da richieste di diritti per i remake, arrivate da tutto il mondo, perché l'idea alla base della storia funziona a Roma, come a Tokyo, come a New York», ha infatti commentato Giampaolo Letta (amministratore delegato di Medusa Film, produttrice e distributrice della pellicola). Anche in Russia, nel 2019, è uscito un remake ad opera del Kvartet I dal titolo Gromkaya svyaz (in inglese Loud Connection). Il film ha incassato complessivamente 17360000 €, diventando uno dei film più visti della stagione 2015-16. Secondo il sito web boxofficemojo.com, il film ha incassato $32.207.491 al botteghino internazionale.
Nel maggio 2018 il film viene distribuito in Cina con 4 000 copie, incassando 1 milione di dollari nel primo giorno di programmazione, attestandosi al quinto posto della classifica dei film più visti in sala.

### Primati
Il 15 luglio 2019 Perfetti sconosciuti entra nel Guinness dei primati come il film con più remake in assoluto nella storia del cinema, giunti allora a 18, poi aumentati a 25 (e con due di prossima uscita ed un altro in lavorazione al 2025). Secondo un sondaggio indetto nel dicembre del 2019 dal Corriere della Sera, Perfetti sconosciuti è stato votato dai lettori come il più bel film italiano degli anni 2010.

## Riconoscimenti
- 2016 – David di Donatello
  - Miglior film a Paolo Genovese
  - Migliore sceneggiatura a Paolo Genovese, Filippo Bologna, Paolo Costella, Paola Mammini, Rolando Ravello
  - Candidatura a Miglior regista a Paolo Genovese
  - Candidatura a Migliore attrice protagonista a Anna Foglietta
  - Candidatura a Migliore attore protagonista a Marco Giallini
  - Candidatura a Migliore attore protagonista a Valerio Mastandrea
  - Candidatura a Migliore canzone originale (Perfetti sconosciuti) a Bungaro, Cesare Chiodo e Fiorella Mannoia
  - Candidatura a Miglior montaggio a Consuelo Catucci
  - Candidatura a Miglior sonoro a Umberto Montesanti
- 2016 – Nastri d'argento
  - Migliore commedia a Paolo Genovese
  - Migliore canzone originale (Perfetti sconosciuti) a Bungaro e Cesare Chiodo, e Fiorella Mannoia
  - Nastro d'argento speciale a tutto il cast compreso il casting director
  - Candidatura a Miglior produttore a Marco Belardi
  - Candidatura a Migliore sceneggiatura a Paolo Genovese, Filippo Bologna, Paolo Costella, Paola Mammini, Rolando Ravello
  - Candidatura a Migliore montaggio a Consuelo Catucci
- 2016 – Globo d'oro
  - Migliore commedia a Paolo Genovese
  - Candidatura a Miglior film a Paolo Genovese
  - Candidatura a Miglior attore a Giuseppe Battiston
  - Candidatura a Migliore sceneggiatura a Paolo Genovese, Filippo Bologna, Paolo Costella, Paola Mammini, Rolando Ravello
- 2016 – Ciak d'oro
  - Miglior film a Paolo Genovese[16]
  - Migliore sceneggiatura a Paolo Genovese, Filippo Bologna, Paolo Costella, Paola Mammini, Rolando Ravello[16]
  - Migliore attore protagonista a Marco Giallini[16]
  - Migliore canzone originale (Perfetti sconosciuti) a Bungaro, Cesare Chiodo e Fiorella Mannoia[16]
  - Candidatura a Miglior montaggio a Consuelo Catucci
  - Candidatura a Miglior sonoro di presa diretta a Umberto Montesanti, Matteo Carnesecchi e Alessandro Conti
- 2016 – Bari International Film Festival
  - Premio Tonino Guerra - Miglior soggetto a Paolo Genovese
- 2016 – Tribeca Film Festival
  - Migliore sceneggiatura a Paolo Genovese, Filippo Bologna, Paolo Costella, Paola Mammini, Rolando Ravello
- 2016 – Premio Flaiano
  - Miglior regista a Paolo Genovese
- 2019 – Guinness World Record
  - Film con il maggior numero di remake[17]

## Remake
Dopo il successo del film, ne sono stati realizzati diversi remake internazionali. Al 2025 sono stati prodotti 27 adattamenti:
| Paese                             | Titolo                                              | Data              | Note |
| --------------------------------- | --------------------------------------------------- | ----------------- | --- |
| Grecia                            | Teleioi xenoi (Τέλειοι ξένοι)                       | 15 settembre 2016 | |
| Spagna                            | Perfectos desconocidos                              | 27 novembre 2017  | diretto da Álex de la Iglesia |
| Turchia                           | Cebimdeki Yabanci                                   | 2 febbraio 2018   | produzione targata Ferzan Özpetek, che ha segnato il debutto alla regia dell'attrice Serra Yılmaz. |
| Francia                           | Le jeu                                              | 17 ottobre 2018   | diretto da Fred Cavayé, è stato distribuito anche in Belgio, nelle regioni francofone. |
| Corea del Sud                     | Intimate Strangers (완벽한 타인)                    | 31 ottobre 2018   | |
| Ungheria                          | Búék                                                | 6 dicembre 2018   | |
| Messico                           | Perfectos Desconocidos                              | 25 dicembre 2018  | È stato distribuito anche nelle sale statunitensi l'11 gennaio 2019. |
| Cina                              | Kill Mobile (来电狂响)                              | 29 dicembre 2018  | È stato distribuito anche a Singapore il 10 gennaio 2019. |
| Russia                            | Gromkaja svjaz' (Громкая связь)                     | 14 febbraio 2019  | Conosciuto anche con il titolo inglese Loud Connection. Il 17 dicembre 2020, è stato distribuito il sequel Obratnaja svjaz' |
| Armenia                           | An Unknown Subscriber (Անհայտ բաժանորդ)             | 5 settembre 2019  | |
| Polonia                           | (Nie)znajomi                                        | 16 settembre 2019 | Vede nel cast anche Kasia Smutniak, che interpreta qui lo stesso ruolo da lei già ricoperto nell'originale italiano. |
| Germania                          | Das perfekte Geheimnis                              | 31 ottobre 2019   | |
| Vietnam                           | Tiệc trăng máu (Blood Moon Party)                   | 23 ottobre 2020   | |
| Giappone                          | おとなの事情 スマホをのぞいたら (Adult's Situation) | 8 gennaio 2021    | |
| Romania                           | Complet Necunoscuți                                 | 24 settembre 2021 | |
| Paesi Bassi                       | Alles op tafel                                      | 4 novembre 2021   | |
| Israele                           | Zarim Mushlamim (זרים מושלמים)                      | 11 novembre 2021  | Diretto da Lior Ashkenazi |
| Rep. Ceca Slovacchia              | Známi neznámi                                       | 16 dicembre 2021  | |
| Emirati Arabi Uniti Egitto Libano | Messaggi e segreti                                  | 20 gennaio 2022   | Inizialmente disponibile su Netflix, è stato rimosso dalla piattaforma per varie controversie. |
| Norvegia                          | Full Dekning                                        | 25 febbraio 2022  | |
| Indonesia                         | Perfect Strangers                                   | 20 ottobre 2022   | |
| Azerbaigian                       | Geri Dönənlər                                       | 28 dicembre 2022  | |
| Islanda                           | Villibráð                                           | 6 gennaio 2023    | |
| Danimarca                         | Hygge!                                              | 26 ottobre 2023   | |
| India                             | Khel Khel Mein                                      | 15 agosto 2024    | I film indiani Loudspeaker (2018), 1001 Nunakal (2022), 12th Man (2022) e Ring Ring (2025) sono ispirati nella trama a Perfetti Sconosciuti. |
| Finlandia                         | Täydelliset vieraat                                 | 19 settembre 2025 | |
| Brasile                           | Perfeitos Desconhecidos                             | 7 novembre 2025   | |
| Stati Uniti                       | Perfect Strangers                                   | TBA               | Un adattamento hollywoodiano del film era stato annunciato sin dal 2017, ma la produzione (che avrebbe visto coinvolto come consulente anche Paolo Genovese, regista dell'originale italiano) è stata bloccata a causa delle traversie giudiziarie del produttore Harvey Weinstein (che aveva acquisito i diritti della pellicola per gli Stati Uniti), e del conseguente fallimento della sua società, la Weinstein Company. I diritti erano in seguito stati poi acquisiti dalla Spyglass Media Group ed il progetto sembrava dunque che dovesse ripartire, ma in seguito non si erano di nuovo avute più notizie in merito alla realizzazione della pellicola, fino a che nel dicembre 2023 il produttore Tarak Ben Ammar ha rivelato che la sua Eagle Pictures sta lavorando all'adattamento statunitense con il regista italiano Carlo Carlei, che dirigerà il film. |

### Adattamenti teatrali
Oltre ai vari remake cinematografici, dell'opera sono state realizzate anche delle versioni teatrali, la prima delle quali in Israele, rappresentata al Teatro Habimah di Tel Aviv nella stagione 2018-2019, ed in seguito anche in Slovenia, Argentina ed Uruguay.
Nel 2023 è stato presentato l'adattamento teatrale italiano per la regia dello stesso Paolo Genovese, con Dino Abbrescia (Lele), Alice Bertini (Bianca), Marco Bonini (Cosimo), Paolo Calabresi (Rocco), Massimo De Lorenzo (Peppe), Anna Ferzetti (Carlotta), Valeria Solarino (Eva).
A ottobre 2024 è stato presentato off-Broadway l'adattamento teatrale statunitense per la regia di Robert O'Hara, chiamato Shit. Meet. Fan. Con Garret Dillahunt, Genevieve Hannelius, Neil Patrick Harris, Jane Krakowski, Billy Magnussen, Debra Messing, Tramell Tillman e Constance Wu.